# Mary Ann Pedrosa
Mary Ann de Souza Lima Pedrosa (Belo Horizonte, 1933) é uma artista plástica brasileira. Cursou o primário na Escola de Aperfeiçoamento para Professores método Montessori e já desenhava para o jornalzinho da escola.
Aos 11 anos mudou-se para o Rio de Janeiro.

## Carreira
Aos 18 anos iniciou seu aprendizado com o pintor Henrique Boese, focando no pastel e desenho, depois estudou com a artista italiana Catarina Baratelle.
Em 1953 foi para o Museu de Arte Moderna do Rio de Janeiro (MAM) por três anos para estudar com Zélia Salgado, Fayga Ostrower e Ivan Serpa, exercitando desenho, guache e óleo.
A partir de 1958 começou a participar de Salões Oficiais de Arte Moderna no Brasil e de Bienais na Bahia e São Paulo. Participou também de coletivas na Alemanha e Argentina e fez 16 individuais no Brasil e Argentina.
Foi membro do juri de 3 salões. Têm obras expostas no museu de Arte Moderna de Vitória e no Museus de Arte Contemporânea de Belo Horizonte. É verbete de 7 livros de artes plásticas.